# 公司車
公司車是公司或機構提供給員工作公務或私人使用的車輛。在歐盟國家，商業登記車輛佔總汽車銷售的5成，提供公司車是甚為普遍的安排，可能出自稅務誘因，或基本工作需要。有環保團體則批評以公司車作為員工福利鼓勵非必要的駕駛，加劇二氧化碳排放，亦減少庫房收入。

## 稅務與碳排放
在英國，二氧化碳排放少於110g/km的車輛，其折舊可以全數於首年用來扣減公司利潤。2013年4月開始，門檻已經提高至95g/km，這措施將影響公司給予員工的車款選擇。